# Policía del Parlamento Federal Alemán
La Policía del Parlamento Alemán (originalmente, Polizei beim Deutschen Bundestag), es un cuerpo policial responsable del área del Parlamento Federal Alemán, también conocido como Bundestag. De acuerdo a la ley fundamental para la república alemana (constitución), es el presidente del parlamento quien ejerce el poder de policía dentro del ámbito parlamentario, actuando la Policía del Parlamento en su nombre.

## Rol
El rol de la policía del Bundestag alemán incluye la prevención de amenazas a la seguridad pública tales como y al orden,en particular las amenazas a la capacidad de trabajo del Parlamento y de sus órganos, para todas las personas presentes en el ámbito parlamentario, así como el enjuiciamiento de delitos penales y delitos administrativos. Sin embargo, solo se encuentran en casos individuales, tras la aprobación del Presidente del Bundestag, investigadores del Ministerio Público. Los derechos y deberes de los oficiales no están regulados por una ley, como en el caso de la otra policía, sino que fueron determinados por un decreto del Presidente del Bundestag.
La jurisdicción de la policía parlamentaria comprende a "todos los edificios, partes de edificios y terrenos que están bajo la administración del Bundestag" ((artículo 7, apartado 2, del Reglamento del Bundestag alemán). Esto incluye cualquier otro lugar en el cual el parlamento se reúna dentro de todo el territorio alemán.

## Historia
El establecimiento de la policía parlamentaria fue una lección de los acontecimientos durante e inmediatamente antes del gobierno del régimen nazi en Alemania. Regulaciones similares ya se encuentran en las constituciones del Imperio alemán y la República de Weimar, pero el presidente del Parlamento recibió su propia fuerza policial, que estaba subordinada solo a él, solo después de la constitución de la República Federal.
En 1949, en el año de fundación de la República Federal, las tareas de seguridad en el parlamento fueron asumidas por detectives  en nombre del entonces Presidente del Bundestag, Erich Kohler. Pronto, sin embargo, el comité organizador del Bundestag recomendó el establecimiento de un servicio de seguridad separado para el parlamento. En abril de 1950  se creó la inspectoría como tal. Además de las tareas de seguridad, los miembros del personal, que llevaban un brazalete verde con la inscripción "Servicio de inspeccion del parlamento", también se hicieron cargo como acomodadores. Sin embargo, a la inspectoría no se le encomendaron tareas policiales regulares, que en ese momento se hicieron cargo de la Oficina Federal de Policía Criminal. 
En 1989, la entonces presidenta del Bundestag, Rita Süssmuth, cambió el nombre de la inspección de la casa a "Servicio de Policía y Seguridad en el Parlamento Federal alemán". Con esta medida, el servicio de seguridad del parlamento se convirtió en una agencia policial en su propio derecho con todos los poderes que ello acarrea.

## Organización
La policía forma parte de la administración del Bundestag. Las tareas son llevadas a cabo por 210 oficiales en el servicio de policía, 180 de los cuales se utilizan como guardias y patrullas en turnos en cinco grupos de servicio.

## Uniforme
Desde principios de la década de 1950, los agentes de policía han sido principalmente civiles; son reconocibles por su identificación verde, que lleva la inscripción "POLIZEI". En las esferas públicas, también llevaban chaquetas negras con la inscripción "POLIZEI" o chalecos de advertencia azul brillante con letras "POLIZEI" en el pecho y la espalda. En octubre de 2018, se introdujo un nuevo uniforme, similar al de la Policía Federal, a medida que la necesidad de una presencia más visible había crecido. Sin embargo, el emblema que llevan en la manga izquierda no es el águila federal negra en oro, como en el caso de la Policía Federal Alemana, sino el águila plateada, símbolo del Bundestag.